# Emily Petty-FitzMaurice, marchesa di Lansdowne
Emily Jane Mercer Elphinstone Petty-Fitzmaurice, marchesa di Lansdowne e VIII Lady Nairne (16 maggio 1819 – 26 giugno 1895), fu una pari britannica.

## Biografia

Il blasone della famiglia

Nata Emily Jane de Flahaut a Edimburgo, era la figlia maggiore dello statista francese Charles Joseph, conte de Flahaut e di sua moglie, Margaret Keith, II Baronessa Keith. Il 1º novembre 1843 sposò Henry Petty-FitzMaurice, IV marchese di Lansdowne. Ebbero tre figli:
- Henry Petty-Fitzmaurice, V marchese di Lansdowne (1845–1927);
- Edmond Petty-Fitzmaurice, I barone Fitzmaurice (1846–1935);
- Lady Emily Louisa Anne (1855–1939), sposò Everard Digby, ebbero tre figli.

Nel 1863, suo marito ereditò il marchesato di suo padre e lei diventò Marchesa di Lansdowne. Non fu in grado di ereditare il titolo di sua madre di "Baronessa Keith" poiché la successione era limitata agli eredi maschi di sua madre (che peraltro non ebbe). Tuttavia, la Camera dei lord la riconobbe come Lady Nairne nel 1874, avendo sua madre ereditato quest'ultimo titolo da un cugino nel 1837 (sebbene non fu mai riconosciuta come Baronessa Keith durante la sua vita). Alla sua morte a Meiklour House nel 1895, il titolo passò a suo figlio maggiore.
Nel 1834, quando aveva appena 15 anni, Fryderyk Chopin le dedicò il suo Boléro, op. 19 scritto fra il 1830 e il 1833.

## Ascendenza
|                                                   |                                             |                                              | Genitori                                                            |  |  | Nonni |  |  | Bisnonni                                 |  |  | Trisnonni                                    |  |
|                                                   |                                             |                                              |                                                                     |  |  |       |  |  | 8. Charles-Daniel de Talleyrand-Périgord |  |  | 16. Daniel-Marie Anne de Talleyrand-Périgord |  |
|                                                   |                                             |                                              |                                                                     |  |  |       |  |  | 8. Charles-Daniel de Talleyrand-Périgord |  |  | 16. Daniel-Marie Anne de Talleyrand-Périgord |  |
|                                                   |                                             | 17. Marie Elisabeth Chamillart               |                                                                     |  |  |       |  |  | 8. Charles-Daniel de Talleyrand-Périgord |  |  |                                              |  |
| 4. Charles-Maurice de Talleyrand-Périgord         |                                             |                                              |                                                                     |  |  |       |  |  | 8. Charles-Daniel de Talleyrand-Périgord |  |  |                                              |  |
|                                                   |                                             | 9. Alexandrine Victoire Eléonore Damas       | 18. Joseph François Damas, III marchese d'Antigny e conte di Ruffey |  |  |       |  |  |                                          |  |  |                                              |  |
|                                                   |                                             | 9. Alexandrine Victoire Eléonore Damas       | 18. Joseph François Damas, III marchese d'Antigny e conte di Ruffey |  |  |       |  |  |                                          |  |  |                                              |  |
|                                                   |                                             | 9. Alexandrine Victoire Eléonore Damas       | 19. Marie Judith de Vienne, contessa di Commarin                    |  |  |       |  |  |                                          |  |  |                                              |  |
| 2. Charles Joseph, conte de Flahaut               |                                             | 9. Alexandrine Victoire Eléonore Damas       |                                                                     |  |  |       |  |  |                                          |  |  |                                              |  |
|                                                   |                                             | 10. Étienne Michel Bouret                    | 20. Etienne Nicolas Bouret                                          |  |  |       |  |  |                                          |  |  |                                              |  |
|                                                   |                                             | 10. Étienne Michel Bouret                    | 20. Etienne Nicolas Bouret                                          |  |  |       |  |  |                                          |  |  |                                              |  |
|                                                   |                                             | 10. Étienne Michel Bouret                    | 21. Marie Anne Chopin de Montigny                                   |  |  |       |  |  |                                          |  |  |                                              |  |
| 5. Adelaide Filleul                               |                                             | 10. Étienne Michel Bouret                    |                                                                     |  |  |       |  |  |                                          |  |  |                                              |  |
|                                                   |                                             | 11. Irène du Buisson de Longpré              | 22. Jacques du Buisson                                              |  |  |       |  |  |                                          |  |  |                                              |  |
|                                                   |                                             | 11. Irène du Buisson de Longpré              | 22. Jacques du Buisson                                              |  |  |       |  |  |                                          |  |  |                                              |  |
|                                                   |                                             | 11. Irène du Buisson de Longpré              | 23. Irène de Séran de La Tour                                       |  |  |       |  |  |                                          |  |  |                                              |  |
| 1. Emily Petty-FitzMaurice, marchesa di Lansdowne |                                             | 11. Irène du Buisson de Longpré              |                                                                     |  |  |       |  |  |                                          |  |  |                                              |  |
|                                                   | 12. Charles Elphinstone, X Lord Elphinstone | 24. Charles Elphinstone, IX Lord Elphinstone |                                                                     |  |  |       |  |  |                                          |  |  |                                              |  |
|                                                   | 12. Charles Elphinstone, X Lord Elphinstone | 24. Charles Elphinstone, IX Lord Elphinstone |                                                                     |  |  |       |  |  |                                          |  |  |                                              |  |
|                                                   | 12. Charles Elphinstone, X Lord Elphinstone | 25. Elizabeth Primrose                       |                                                                     |  |  |       |  |  |                                          |  |  |                                              |  |
| 6. George Elphinstone, I visconte Keith           | 12. Charles Elphinstone, X Lord Elphinstone |                                              |                                                                     |  |  |       |  |  |                                          |  |  |                                              |  |
|                                                   |                                             | 13. Clementina Fleming                       | 26. John Fleming, VI conte di Wigton                                |  |  |       |  |  |                                          |  |  |                                              |  |
|                                                   |                                             | 13. Clementina Fleming                       | 26. John Fleming, VI conte di Wigton                                |  |  |       |  |  |                                          |  |  |                                              |  |
|                                                   |                                             | 13. Clementina Fleming                       | 27. Mary Keith                                                      |  |  |       |  |  |                                          |  |  |                                              |  |
| 3. Margaret Mercer Elphinstone                    |                                             | 13. Clementina Fleming                       |                                                                     |  |  |       |  |  |                                          |  |  |                                              |  |
|                                                   |                                             | 14. William Mercer                           | 28. Robert Mercer                                                   |  |  |       |  |  |                                          |  |  |                                              |  |
|                                                   |                                             | 14. William Mercer                           | 28. Robert Mercer                                                   |  |  |       |  |  |                                          |  |  |                                              |  |
|                                                   |                                             | 14. William Mercer                           | 29. Jean Mercer                                                     |  |  |       |  |  |                                          |  |  |                                              |  |
| 7. Jane Mercer                                    |                                             | 14. William Mercer                           |                                                                     |  |  |       |  |  |                                          |  |  |                                              |  |
|                                                   |                                             | 15. Margaret Murray                          | 30. William Murray                                                  |  |  |       |  |  |                                          |  |  |                                              |  |
|                                                   |                                             | 15. Margaret Murray                          | 30. William Murray                                                  |  |  |       |  |  |                                          |  |  |                                              |  |
|                                                   |                                             | 15. Margaret Murray                          | …                                                                   |  |  |       |  |  |                                          |  |  |                                              |  |
|                                                   |                                             | 15. Margaret Murray                          |                                                                     |  |  |       |  |  |                                          |  |  |                                              |  |